# Handianus translucidus
Handianus translucidus är en insektsart som beskrevs av Haupt 1917. Handianus translucidus ingår i släktet Handianus och familjen dvärgstritar. Inga underarter finns listade i Catalogue of Life.